# Черемшанка (Курагинский район)
Черемша́нка — село в Курагинском районе Красноярского края России. Административный центр Черемшанского сельсовета.

## География
Село находится на берегу реки Казыр.

## История
Из села в марте 1938 года началась экспедиция советского писателя и геодезиста Григория Анисимовича Федосеева, во время которой были сделаны записки, ставшие основой для книги «Мы идём по Восточному Саяну».

## Население
| 2010 |
| ---- |
| 1077 |

## Улицы
| - ул. Зелёная, - ул. Кедровая, - ул. Кошурникова, - ул. Молодёжная, - ул. Октябрьская, | - ул. Подгорная, - ул. Садовая, - ул. Снежная, - ул. Таёжная, - ул. Ягодная. |

## Культура
В селе зарегистрирована община Церкви последнего завета (свидетельство о регистрации № 105 от 5 октября 1995 года) и находится Музей древнекужебарской культуры — предметы культа и бытовые предметы, тексты, относящиеся к мифологии.